# Uwe-Jens Pape
Uwe-Jens Pape (* 7. Juni  1930 in Berlin; † 26. Juli 1990 ebenda) war ein  deutscher Schauspieler. 

## Leben
Bereits im Alter von 19 Jahren wirkte er in seinem ersten Spielfilm … und wenn’s nur einer wär’ … mit. Nach dem Besuch der DEFA-Schauspielschule unterschrieb Uwe-Jens Pape 1950 einen Vertrag bei Hans Rodenberg am Theater der Freundschaft in Berlin. Von 1953 bis 1955 hatte er ein Engagement am Neuen Theater in Erfurt, um 1956 wieder an das Theater der Freundschaft zurückzukehren. Hier blieb er bis 1959. 1960 siedelte Uwe-Jens Pape in die Bundesrepublik über, wo er zur Spielzeit 1959/60 von Arno Wüstenhöfer an die Städtischen Bühnen Lübeck verpflichtet worden war. Es folgten Theaterengagements am Staatsschauspiel Stuttgart unter der Intendanz von Günther Lüders und Karl Vibach und in Essen, später dann wieder in Berlin. In der Spielzeit 1970/71 gastierte er an der Freien Volksbühne Berlin. In der Spielzeit 1973/74 trat er in der Werkstatt des Schiller-Theaters in Berlin in Passion von Edward Bond auf. 1978 spielte er in der Komödie Klawitter von Georg Kaiser bei einer Aufführung im Rahmen der Berliner Festwochen. In der Spielzeit 1987/88 war er in einer Tourneeproduktion des Euro-Studio Landgraf an der Seite von Doris Kunstmann als Vater Bernd in Rose Bernd zu sehen.
In Westdeutschland war er vielfach für das Fernsehen tätig.

## Filmografie
- 1949: … und wenn’s nur einer wär’ …
- 1950: Der Rat der Götter
- 1953: Anna Susanna
- 1954: Alarm im Zirkus
- 1956: Thomas Müntzer – Ein Film deutscher Geschichte
- 1956: Eine Berliner Romanze
- 1956: Zwischenfall in Benderath
- 1957: Ein Mädchen von 16 ½
- 1957/2002: Die Schönste
- 1957: Spur in die Nacht
- 1959: Kabale und Liebe
- 1962: Leben des Galilei (Fernsehfilm)

## Theater
- 1950: Gustav von Wangenheim: Du bist der Richtige – Regie: Hans Rodenberg (Theater der Freundschaft)
- 1951: A. Rosanowa, A. Jelagina nach Arkadi Gaidar: Timur und sein Trupp – Regie: Siegfried Menzel (Theater der Freundschaft)
- 1951: Gustav von Wangenheim: Wir sind schon weiter – Regie: Hans Rodenberg (Theater der Freundschaft)
- 1952: Peter Martin Lampel: Kampf um Helgoland – Regie: Hans Rodenberg (Theater der Freundschaft)
- 1955: Miroslav Stehlik: Wie der Stahl gehärtet wurde – Regie: Josef Stauder (Theater der Freundschaft)
- 1956: Josef Kajetán Tyl: Schwanda, der Dudelsackpfeifer von Strakonitz – Regie: Josef Stauder (Theater der Freundschaft)
- 1956: Curt Corrinth: Trojaner – Regie: Benno Bentzin/Robert Trösch (Theater der Freundschaft)
- 1957: Carlo Goldoni: Der Lügner – Regie: Rudolf Wessely (Theater der Freundschaft)
- 1957: Bertolt Brecht: Die Gesichte der Simon Machard – Regie: Lothar Bellag (Theater der Freundschaft)
- 1958: Virgil Stoenescu, Oktavian Sava: Betragen ungenügend – Regie:Josef Stauder (Theater der Freundschaft)
- 1958: Gerd Prager: Der Bund der Haifische – Regie: Reva Holsey (Theater der Freundschaft)
- 1961: John Steinbeck: Von Mäusen und Menschen – Regie: Hansjörg Utzerath (Bühnen der Hansestadt Lübeck)
- 1967: William Shakespeare: Heinrich VI., Teil 1 (Bastard von Orleans/ Bürger) – Regie: Peter Palitzsch (Schauspiel Stuttgart)
- 1970: Rolf Hochhuth: Guerillas – Regie: Hansjörg Utzerath (Freie Volksbühne Berlin)
- 1971: Dieter Forte: Martin Luther & Thomas Münzer oder Die Einführung der Buchhaltung – Regie: Hansjörg Utzerath (Freie Volksbühne Berlin)
- 1988: Gerhart Hauptmann: Rose Bernd – Regie: Edwin Zbonek (Euro-Studio Landgraf)

## Hörspiele
- 1951: Werner Stewe: Deine Freunde sind mit Dir – Regie: Gottfried Herrmann (Berliner Rundfunk)